# Onze-Lieve-Vrouw-van-Lourdeskapel (Broekhuizenvorst)
De Onze-Lieve-Vrouw-van-Lourdeskapel, of kortweg Lourdeskapel, is een niskapel in Broekhuizenvorst in de Nederlands Noord-Limburgse gemeente Horst aan de Maas. De kapel staat midden in het dorp op de oosthoek van het kerkhof van de Heilige Naam Jezuskerk aan de Kerkstraat.
De kapel is gewijd aan Maria, specifiek aan Onze-Lieve-Vrouw van Lourdes.

## Geschiedenis
Rond 1895 werd door de families Coppus en Freulich besloten om op de hoek van de Broekhuizerweg en de Kapelstraat een permanente kapel op te richten, de Onze-Lieve-Vrouw-van-Zeven-Smartenkapel. Deze kapel werd in 1964 wegens wegverbreding afgebroken en men wilde vlakbij een nieuwe kapel bouwen, maar dat gebeurde niet.
In 1968 breidde men het kerkhof uit en werd er deels een nieuwe kerkhofmuur gebouwd. Om de hoek van de muur op fraaie wijze af te ronden bouwde men een kapelnis.
Pas in 1988 werd in de nis het oude beeld uit de Onze-Lieve-Vrouw-van-Zeven-Smartenkapel geplaatst dat inmiddels gerestaureerd was, maar in 2001 werd dit beeld weer uit de nis gehaald.
Vanaf 2004 tot 2009 stond er in de nis een ander Mariabeeld. Hierna stond in de nis een beeld van Onze-Lieve-Vrouw van Lourdes, dat in het najaar van 2012 gerestaureerd ging worden en in mei 2013 opnieuw in de kapel teruggeplaatst werd.

## Bouwwerk
De niskapel is ingebouwd in de lange kerkhofmuur van de rond de Heilige Naam Jezuskerk. De bakstenen kapel heeft de vorm van een (ingemetselde) pilaar waarin een nis is aangebracht.
De kapelnis bestaat uit een tweeledige gemetselde rondboog die tevens dienst doet als dak van de kapel. De nis wordt afgesloten met een smeedijzeren traliehekje en plexiglazen deurtje. De achterwand is gepleisterd en van boven naar beneden van blauw naar wit geschilderd. In de nis staat een beeld van Onze-Lieve-Vrouw van Lourdes die een omhoog kijkende biddende Maria toont die haar handen gevouwen heeft.